# Le Cochon de Gaza
Pour plus de détails, voir Fiche technique et Distribution.
Le Cochon de Gaza (titre original anglais : When Pigs Have Wings) est une comédie dramatique franco-belgo-allemande écrite et réalisée par Sylvain Estibal, sorti en 2011.
Le film aborde le conflit israélo-palestinien avec humour et dérision. L'histoire se déroule en 2005, dans les semaines qui précèdent le retrait de Gaza par les Israéliens.

## Synopsis
Jaafar, un pêcheur palestinien infortuné de la bande de Gaza, attrape un jour par hasard dans ses filets un cochon vietnamien. Tiraillé entre sa foi musulmane, son envie d'améliorer la vie de son épouse, payer ses dettes et la réalité du conflit, Jaafar décide d'entreprendre avec son cochon un commerce des plus insolites avec une jeune colon russo-israélienne, Yelena. En effet, celle-ci élève elle-même des cochons et, n'ayant plus aucun cochon mâle, demande à Jaafar de lui apporter la semence du sien. Les coreligionnaires de Jaafar finissent cependant par découvrir ce qu'il a fait, on lui donne alors le choix entre mourir en traître ou mourir en martyr.

## Fiche technique
Sauf indication contraire, les informations mentionnées dans cette section peuvent être confirmées par les bases de données cinématographiques  présentes dans la section « Liens externes ».
- Titre français : Le Cochon de Gaza
- Titre anglophone : When Pigs Have Wings
- Réalisation : Sylvain Estibal
- Scénario : Sylvain Estibal
- Musique : Aqualactica, Boogie Balagan
- Collaboration artistique[Quoi ?] : Myriam Tekaïa[réf. nécessaire]
- Direction de la photographie : Romain Winding
- Décors : Albrecht Konrad
- Costumes : Josephine Gracia
- Montage : Damien Keyeux
- Dresseur : Guy Demazure
- Production déléguée : Franck Chorot
  - Production exécutive : Jean-Philippe Blime
  - Coproduction : Benito Mueller, Wolfgang Müller, Jean-Jacques Neira, Maya Hariri, Joffrey Hutin, Nadia Khamlichi, Adrian Politowski, Hubert Toint, Gilles Waterkeyn, Jeremy Burdek
- Sociétés de production : Marilyn Productions, Studiocanal, Barry Films, Saga film, Rhamsa Productions
- Pays de production :  France,  Belgique,  Allemagne
- Genre : comédie dramatique
- Durée : 98 minutes
- Date de sortie : 
  - France: 21 septembre 2011

## Distribution
Sauf indication contraire, les informations mentionnées dans cette section peuvent être confirmées par les bases de données cinématographiques  présentes dans la section « Liens externes ».
- Sasson Gabai : Jaafar
- Baya Belal : Fatima, la femme de Jaafar
- Myriam Tekaïa : Yelena, la femme colon russe
- Gassan Abbas : le coiffeur ami de Jaafar
- Khalifa Natour : Hussein
- Maurad Saad : le caméraman Jihadiste
- Lotfi Abdelli : le jeune policier
- Khaled Riani : le commerçant qui veut être payé
- Manuel Cauchi : Abo-Zouhair, le prédicateur
- Ulrich Tukur : le représentant des Nations unies
- Rania Zouari : la pharmacienne
- Marcelle Theuma : la voisine
- Thierry Lopez
- Charlotte (truie vietnamienne)[2] : le cochon

## Production
Le film est tourné sur l'île de Malte.
Jafaar, le Palestinien, est incarné par un acteur israélien d'origine juive irakienne (Sasson Gabai), alors que le rôle de la jeune femme israélienne, Yelena, est tenu par une Franco-Tunisienne d'origine arabe (Myriam Tekaïa).

## Distinctions
Sauf indication contraire, les informations mentionnées dans cette section peuvent être confirmées par les bases de données cinématographiques  présentes dans la section « Liens externes ».
- Festival international du film de Tokyo 2011 : Prix du public
- César 2012 : meilleur premier film

## Box-office
- France : 287 323 entrées[3]